# Herman Frederik Otto van Hohenzollern-Hechingen
Herman Frederik Otto van Hohenzollern-Hechingen (Lockenhaus, 30 juli 1751 - Hechingen, 2 april 1810) was van 1798 tot aan zijn dood vorst van Hohenzollern-Hechingen. Hij behoorde tot het huis Hohenzollern.

## Levensloop
Herman Frederik Otto was de zoon van prins Frans Xaver van Hohenzollern-Hechingen en prinses Anna Maria van Hoensbroech-Geulle. Hij groeide op in de Oostenrijkse Nederlanden, waar zijn vader keizerlijk officier was. Na de dood van zijn moeder in 1798 erfde hij haar bezittingen in de Franse Nederlanden en van zijn tweede echtgenote erfde hij een miljoen frank. Hij was veldmaarschalk-generaal van het Heilige Roomse Rijk en luitenant-generaal in het Pruisische leger.
In april 1798 volgde hij zijn oom Jozef Frederik Willem op als vorst van Hohenzollern-Hechingen. Nadat zijn gebieden op de linkeroever van de Rijn als oorlogscompensatie aangehecht werden bij Frankrijk, probeerde hij geld te vinden voor de verfraaiing van de stad Hechingen en de verbetering van zijn wegen. Al zijn activiteiten waren er dan ook op gericht om het fortuin van zijn familie te vergroten.
Kort na zijn troonsbestijging begon Herman vredesonderhandelingen met de lokale landhouders, wat in juni 1798 tot het akkoord van Hechingen leidde. Hierbij werd de lijfeigenschap afgeschaft en liet Herman jagers toe op drie van zijn landerijen. Buiten deze landerijen mochten landbouwers op dieren jagen. De landerijen die zich niet aan buitengrenzen bevonden werden in percelen verdeeld of verkocht. Het vorstendom Hohenzollern-Hechingen behield nog vijf procent van de landerijen. Zijn onderdanen kregen het recht om via algemene verkiezingen volksvertegenwoordigers te benoemen. Deze volksvertegenwoordigers kregen het recht om de belastingen te controleren en het gewone volk te vertegenwoordigen. Ook gaf Herman aan Joden het recht om veertig jaar in zijn vorstendom te resideren in ruil voor een vergoeding aan de Hoge Kamer. 
In het algemeen was Herman geen man van compromissen en hij had ook een bizarre persoonlijkheid. Tot in de kleinste details hield hij zich bezig met zijn administratie en hij hield ervan om alleen te zijn in de natuur, vooral in zijn jachtslot Friedrichstal. Herman was een waakzame en zakelijke patriarch onder wie het vorstelijke absolutisme een laatste hoogtepunt beleefde. 
De wetten van de Confederatie van de Rijn lieten de onafhankelijkheidstatus van de vorsten van Hohenzollern-Hechingen bestaan, maar Herman kreeg geen machtsuitbreiding, noch als landeigenaar noch in zijn soevereiniteitsrechten. Hij beschouwde dit als een belediging en discriminatie van Pruisen en Oostenrijk tegen hem als hoofd van de oudste linie van het huis Hohenzollern en hij was hierdoor diep getroffen. In november 1810 stierf Herman Frederik Otto op 58-jarige leeftijd.

## Huwelijken en nakomelingen
Op 18 november 1773 huwde hij met Louise (1747-1774), dochter van graaf Jean Guillaume de Merode-Westerloo. Ze kregen een dochter:
- Louise Juliana Constantina (1774-1846), huwde in 1806 met baron Ludwig Heer von der Burg

Op 15 februari 1775 huwde hij met zijn tweede echtgenote Maximiliane (1753-1778), dochter van vorst Charles I Emmanuel de Gavre. Ze kregen een zoon:
- Frederik Herman Otto (1776-1838), vorst van Hohenzollern-Hechingen

Op 26 juli 1779 huwde Herman met zijn derde echtgenote, prinses Maria Antonia van Waldburg-Zeil-Wurzach (1753-1814). Ze kregen vijf dochters:
- Maria Antonia Philippina (1781-1831), huwde in 1803 met graaf Friedrich Ludwig von Waldburg-Capustigall
- Maria Theresia Francisca (1784-1784)
- Francisca Theresia Carolina (1786-1810)
- Maria Maximiliana Antonia (1787-1865), huwde in 1811 met graaf Eberhard von Waldburg-Wurzach en in 1817 met graaf Klemens Joseph von Lodron-Laterano
- Josephina (1790-1856), huwde in 1811 met graaf Ladislaus Festetics de Tolna